# Чрнотиче
Чрнотиче (словен. Črnotiče) — поселення в общині Копер, Регіон Обално-крашка, Словенія. Висота над рівнем моря: 387,3 м.